# قمر الإشعاع الكوني
قمر الإشعاع الكوني الصناعي (كورسا) هو مرصد فضائي ياباني أطلق في 4 فبراير 1976م. ومن المفترض أن يكون أول قمر اصطناعي ياباني في مجال علم فلك الأشعة السينية . هدف المرصد كان الوصول لمدار أرضي منخفض لكنه فقد بسبب فشل مركبة الإطلاق مو-3. وأطلق بعد ذلك قمر صناعي بديل يدعى هاكوتشو (كورسا-بي).